# Urtaki
Urtaki ou Urtak(u) est un roi de l'ancien royaume d'Élam, au sud-est de l'ancienne Babylone. Il a régné de 675 à 664 av. J.-C., son règne se chevauchant avec ceux des rois Assyriens Assarhaddon (681-669) et Assurbanipal (668-627).
Urtak succède à son frère, Khumban-Haltash II. Khumban-Haltash II fit un raid réussi contre l'Assyrie et mourut peu de temps après. Il fut remplacé par Urtaki, qui rendit à l'Assyrie les idoles que son frère aîné avait prises dans le raid, et qui répara ainsi les relations entre Élam et l'Assyrie.
Il fait alliance avec l'Assyrie d'Assarhaddon en 674 av. J.-C., et pendant un certain temps, Élam et l'Assyrie ont des relations amicales, qui durent jusqu'à la fin du règne d'Assarhaddon, mais se détériorent après la succession d'Assarhaddon par Assurbanipal.
Pendant une famine dans l'Élam, Assurbanipal accueillit des réfugiés temporaires de l'Élam dans son empire, et envoya lui-même de l'aide alimentaire en Élam. Cependant, après un certain temps Urtak, unissant ses forces avec la tribu Gambulu des Araméens, attaque la Babylonie autour de 665 av. J.-C., et meurt peu de temps après. La succession est assurée par son frère Teumman, qui est tué par Assurbanipal peu de temps après.